# Albumy numer jeden w roku 2011 (USA)
Notowanie Billboard 200 przedstawia najlepiej sprzedające się albumy w Stanach Zjednoczonych. Publikowane jest ono przez magazyn Billboard, a dane kompletowane są przez Nielsen SoundScan w oparciu o cotygodniowe wyniki sprzedaży cyfrowej oraz fizycznej albumów.

## Historia notowania
| Data publikacji | Album                          | Artysta                    | Źródło |
| --------------- | ------------------------------ | -------------------------- | ------ |
| 1 stycznia      | Speak Now                      | Taylor Swift               | [ 1 ]  |
| 8 stycznia      | Speak Now                      | Taylor Swift               | [ 2 ]  |
| 15 stycznia     | Speak Now                      | Taylor Swift               | [ 3 ]  |
| 22 stycznia     | Speak Now                      | Taylor Swift               | [ 4 ]  |
| 29 stycznia     | Showroom of Compassion         | Cake                       | [ 5 ]  |
| 5 lutego        | The King Is Dead               | The Decemberists           | [ 6 ]  |
| 12 lutego       | Mission Bell                   | Amos Lee                   | [ 7 ]  |
| 19 lutego       | Pink Friday                    | Nicki Minaj                | [ 8 ]  |
| 26 lutego       | Now 37                         | Różni artyści              | [ 9 ]  |
| 5 marca         | Never Say Never – The Remixes  | Justin Bieber              | [ 10 ] |
| 12 marca        | 21                             | Adele                      | [ 11 ] |
| 19 marca        | 21                             | Adele                      | [ 12 ] |
| 26 marca        | Lasers                         | Lupe Fiasco                | [ 13 ] |
| 2 kwietnia      | 21                             | Adele                      | [ 14 ] |
| 9 kwietnia      | F.A.M.E.                       | Chris Brown                | [ 15 ] |
| 16 kwietnia     | Femme Fatale                   | Britney Spears             | [ 16 ] |
| 23 kwietnia     | 21                             | Adele                      | [ 17 ] |
| 30 kwietnia     | Wasting Light                  | Foo Fighters               | [ 18 ] |
| 7 maja          | 21                             | Adele                      | [ 19 ] |
| 14 maja         | 21                             | Adele                      | [ 20 ] |
| 21 maja         | 21                             | Adele                      | [ 21 ] |
| 28 maja         | 21                             | Adele                      | [ 22 ] |
| 4 czerwca       | 21                             | Adele                      | [ 23 ] |
| 11 czerwca      | Born This Way                  | Lady Gaga                  | [ 24 ] |
| 18 czerwca      | Born This Way                  | Lady Gaga                  | [ 25 ] |
| 25 czerwca      | 21                             | Adele                      | [ 26 ] |
| 2 lipca         | Hell: The Sequel               | Bad Meets Evil             | [ 27 ] |
| 9 lipca         | The Light of the Sun           | Jill Scott                 | [ 28 ] |
| 16 lipca        | 4                              | Beyoncé                    | [ 29 ] |
| 23 lipca        | 4                              | Beyoncé                    | [ 30 ] |
| 30 lipca        | Red River Blue                 | Blake Shelton              | [ 31 ] |
| 6 sierpnia      | 21                             | Adele                      | [ 32 ] |
| 13 sierpnia     | Chief                          | Eric Church                | [ 33 ] |
| 20 sierpnia     | 21                             | Adele                      | [ 34 ] |
| 27 sierpnia     | Watch the Throne               | Jay-Z featuring Kanye West | [ 35 ] |
| 3 września      | Watch the Throne               | Jay-Z featuring Kanye West | [ 36 ] |
| 10 września     | The R.E.D. Album               | Game                       | [ 37 ] |
| 17 września     | Tha Carter IV                  | Lil Wayne                  | [ 38 ] |
| 24 września     | Tha Carter IV                  | Lil Wayne                  | [ 39 ] |
| 1 października  | Own the Night                  | Lady Antebellum            | [ 40 ] |
| 8 października  | Duets II                       | Tony Bennett               | [ 41 ] |
| 15 października | Cole World: The Sideline Story | J. Cole                    | [ 42 ] |
| 22 października | Clear as Day                   | Scotty McCreery            | [ 43 ] |
| 29 października | Evanescence                    | Evanescence                | [ 44 ] |
| 5 listopada     | 21                             | Adele                      | [ 45 ] |
| 12 listopada    | Mylo Xyloto                    | Coldplay                   | [ 46 ] |
| 19 listopada    | Under the Mistletoe            | Justin Bieber              | [ 47 ] |
| 26 listopada    | Blue Slide Park                | Mac Miller                 | [ 48 ] |
| 3 grudnia       | Take Care                      | Drake                      | [ 49 ] |
| 10 grudnia      | Christmas                      | Michael Bublé              | [ 50 ] |
| 17 grudnia      | Christmas                      | Michael Bublé              | [ 51 ] |
| 24 grudnia      | Christmas                      | Michael Bublé              | [ 52 ] |
| 31 grudnia      | Christmas                      | Michael Bublé              | [ 53 ] |